# زبان گا
زبان گا شاخه‌ای از زبان‌های کوا است که در غنا، در پایتخت، آکرا و حاشیهٔ آن سخن‌گفته می‌شود. این زبان دارای سه واکهٔ بلند است.